# 拉包波尔达尼
拉包波尔达尼，是匈牙利杰尔-莫雄-肖普朗州所辖的一个村。总面积21.89平方公里，总人口1028，人口密度47.0人/平方公里（2011年1月1日）。